# 裴方明
裴方明（？—443年9月5日），河东郡人，南朝官员。
裴方明开始為刘道济属下的振武中兵参军。在蜀地击败程道养立功，任命为龙骧将军。元嘉十九年（442年）率领军队攻灭仇池国，击败杨难当，占领仇池，建节将军杨保炽被俘。宋人立杨保炽使守仇池。因为裴方明贪图仇池金银财宝，而获罪。元嘉二十年七月甲子（443年9月5日），裴方明被关进监狱处死。

## 家庭

### 子女
- 裴肃之，刘宋后军参军